# Vavel
O VAVEL é um portal de notícias sobre esportes. Foi criado na Espanha pelo jornalista Javier Robles, enquanto ele era um estudante na Universidade Rey Juan Carlos em Madrid durante os anos de 2008 e 2009. A origem do nome é em homenagem a Torre de Babel.
Em 2012, o VAVEL lançou uma edição em português para o público brasileiro. Além da Espanha e do Brasil, o portal está presente nos Estados Unidos, Reino Unido, Itália, Argentina, Portugal, México e na França.
Atualmente, o VAVEL Brasil tem se destacado na cobertura dos clubes, sendo credenciada na maioria dos grandes eventos esportivos do Brasil. Após uma mudança na direção em 2018, Bruno Silva foi anunciado como novo editor-chefe do site no Brasil.
VAVEL é um meio de comunicação credenciado pela maioria das organizações esportivas, como a NFL, NBA, NASCAR, UEFA, FIFA, Jogos Olímpicos, Premier League, UFC... entre outras competições.

## Expansão para outras editorias
Fundado inicialmente para falar de esportes, o VAVEL abriu novas editorias no início de 2017. Expandiu seu conteúdo para o entretenimento como cinema, música, filmes, séries, política, videogames e literatura.

## O que se pode encontrar no Vavel?
No Vavel, os usuários podem encontrar um ambiente de aprendizado e desenvolvimento profissional para jornalistas e escritores. A plataforma oferece formação e mentoria em vários gêneros jornalísticos. Reconhecido como um importante meio de comunicação independente na Europa e na América, o Vavel é um espaço onde jornalistas e escritores de diversos temas podem desenvolver e mostrar suas habilidades.
Todo o conteúdo no Vavel é revisado por uma equipe de editores profissionais antes da publicação. Isso garante altos padrões de qualidade e precisão na informação apresentada, melhorando ainda mais a reputação da plataforma como uma fonte confiável para jornalistas e escritores.

### Estratégias de Monetização no Vavel
Desde 2018, o Vavel optou por não incluir publicidade em seus artigos, páginas de capa, páginas de pesquisa, perfis de autores, tags ou categorias, a fim de melhorar a legibilidade e evitar confusões. A publicidade é mantida apenas em um gênero específico, com colaboradores nos Estados Unidos, México, Brasil e Colômbia recebendo compensação mensal.

### Nova plataforma multimedia
Em 2023, o Vavel lançou uma plataforma de assinatura e pagamento por conteúdo para jornalistas. Esta tecnologia permite que criadores e empresas gerenciem e monetizem seu conteúdo em vídeos, podcasts e artigos. Funciona sob um modelo de assinatura ou pagamento por visualização, incentivando a criação de conteúdo de qualidade. A plataforma oferece um programa de referência e um modelo de partilha de receitas de 75/25 entre o colaborador e a plataforma, mais 5% adicionais para contas indicadas. Disponível em versão web e em aplicativos móveis para Android e iOS, está projetada para apoiar o desenvolvimento de negócios sustentáveis para os criadores, promovendo uma comunidade de 'seguidores' e fornecendo recursos como listas de assinantes e boletins informativos.

## Primeira mulher narradora em Minas Gerais
Em novembro de 2017, a repórter Isabelly Morais, do VAVEL Brasil, tornou-se a primeira mulher a narrar uma partida de futebol em Minas Gerais, através da transmissão entre América-MG e ABC na Rádio Inconfidência, em jogo válido pela Série B do Campeonato Brasileiro.